# Память Ленина (пароход)
«Кишинёв» (позднее переименован в «Память Ленина») — грузо-пассажирский пароход Добровольного флота. Построен в 1910 году в Дании. В 1911 году куплен Доброфлотом у Русского Восточно-Азиатского общества.
В 1918 году судно реквизировано США. В 1919 году возвращено. В 1924 году переименован в «Память Ленина».
В феврале 1927 года в районе Нанкина было захвачено китайскими милитаристами и затоплено.